# Гелисханов, Султан
Султа́н Гелисха́нов (род. 1955) — чеченский деятель органов внутренних дел и органов государственной безопасности, государственный деятель, министр внутренних дел ЧРИ, начальник Департамента государственной безопасности Ичкерии. С 1993 по март 2005 год возглавлял спецслужбы Ичкерии, участник первой чеченской войны. Бригадный генерал ЧРИ (1996).

## Биография
С 1975 года работал в Гудермесском автотехническом хозяйстве. Вскоре стал начальником автоколонны.
В 1981 году стал автоинспектором. Выпускник Саратовской школы ГАИ и Ростовской высшей школы милиции при Академии МВД СССР. В 1991 году, к моменту прихода власти Джохара Дудаева, в звании майора возглавлял ГАИ Гудермеса.
В 1992 году Гелисханов возглавил ГУВД Гудермеса. В следующем году его сняли с должности из-за подозрений в причастности к грабежам железнодорожных составов. В апреле 1993 года Гелисханов стал министром внутренних дел Ичкерии. В сентябре того же года возглавил департамент госбезопасности. Им был сформирован полк национальной гвардии, который использовался властью для борьбы с оппозицией.
С самого начала первой чеченской войны Гелисханов участвовал в боевых действиях. В конце января следующего года вынужден был отступить в Гудермес, который превратил в укреплённый район. В марте 1995 года Гелисханов возглавил особый отдел при минобороны Ичкерии, функцией которого было уничтожение сотрудников российских спецслужб и сотрудничающих с ними чеченцев.
В конце 1995 года был снят со всех постов. Есть версия, что причиной стали сепаратные переговоры Гелисханова с федералами, осуществляемые вопреки желанию Дудаева.
В 1995 году вместе с Салманом Радуевым захватил и удерживал десять дней город Гудермес.
После смерти Дудаева Гелисханов стал в Ичкерии самостоятельной фигурой. Вероятно, это было связано с его финансовой независимостью, которую он обрёл благодаря контролю над кустарным нефтяным бизнесом в районе Гудермеса. Также у него были связи с чеченскими криминальными группировками в России. Он торговал оружием и наркотиками, вероятно, участвовал в похищениях людей.
На начало второй чеченской войны Гелисханов контролировал 150 боевиков. Его формирования не принимали активного участия в боевых действиях и были распущены «до особых распоряжений».
В 2006 году Гелисханов сдался российским войскам, после чего был допрошен и отпущен домой в Гудермес. Единственным обвинением, что можно было ему предъявить, было нападение на милиционеров из Твери летом 2005 года в Шалинском районе, которое привело к гибели семи человек. Но доказать причастность Гелисханова к этому нападению не удалось. В отношении него было возбуждено дело по факту участия в незаконных вооруженных формированиях.